# Barder
För medeltida sångaren, se bard.

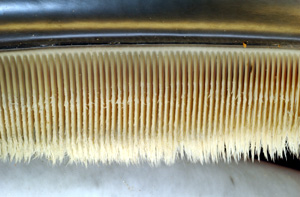
Barder

Barder, valbarder eller valfiskben, är det kamliknande organ (bestående av parallella hornskivor) hos bardvalar som används för att filtrera passerande plankton och krill från vatten. Genom att trycka med tungan mot barden som hänger ner från överkäken, sållas vattnet, och får födan att fastna i bardernas fransbeprydda insida. Barden är en hornskiva, det vill säga består av proteinet keratin, och den är därför inte lika hård som sin illusoriska motsvarighet hos andra organismer – tanden. Bardvalarna är de enda ryggradsdjur som använder sig av denna metod för att äta.

## Evolution
De äldsta bardfossilen är bara 15 miljoner år gamla, men eftersom mjuka barder sällan fossiliseras tror forskare att deras ursprung är mycket äldre. Detta påvisas av att förändringar i skallen som skiljer bardvalar från tandvalar har funnits i betydligt äldre fossil. Det tros idag att barder uppstod runt 30 miljoner år sedan.
Intressant nog hade många tidiga bardvalar även tänder.

## Användning
Tidigare användes barder i korsetter, och kallades valfiskben. De användes även som parasollspröt och droskpiskor.